# Ecomusicología
La ecomusicología es un área de estudio que explora las relaciones entre la música o el sonido y el entorno natural. Es un estudio que abarca una variedad de disciplinas académicas que incluyen musicología, biología, ecología y antropología. La ecomusicología combina estas disciplinas para explorar cómo los entornos naturales producen el sonido y, de manera más amplia, cómo se expresan los valores culturales y las preocupaciones sobre la naturaleza a través de medios sónicos. La ecomusicología explora las formas en que se compone la música para reproducir imágenes naturales, así como cómo los sonidos producidos en el entorno natural se utilizan en la composición musical. Los estudios ecológicos de los sonidos producidos por los animales dentro de su hábitat también se consideran parte del campo de la ecomusicología. En el siglo XXI, los estudios dentro del campo de la ecomusicología también se han interesado cada vez más en la sostenibilidad de la producción y la interpretación musical.
La ecomusicología se ocupa del estudio de la música, la cultura y la naturaleza, y considera cuestiones musicales y sonoras, tanto textuales como performativas, relacionadas con la ecología y el entorno natural. En esencia, es una mezcla de ecocrítica y musicología (en lugar de "ecología" y "musicología"), en la definición holística de Charles Seeger. La ecomusicología se considera un campo de investigación más que una disciplina académica específica. Dado que la ecomusicología se centra en una gran variedad de disciplinas y áreas de investigación, se puede imaginar como un espacio en el que se realizan estudios del sonido en relación con el medio ambiente.
La relevancia de la ecomusicología para una gama tan amplia de otras áreas de investigación es exactamente lo que hace que su definición sea algo ambigua. Por un lado, la ecomusicología es un campo de investigación único que ayuda a establecer conexiones entre una variedad de estudios ambientales y relacionados con la música. Sin embargo, al funcionar como un término colectivo, a menudo es difícil enmarcar la ecomusicología dentro de un conjunto estático de definiciones descriptivas. El musicólogo Aaron S. Allen, autor de múltiples trabajos publicados sobre ecomusicología, define la ecomusicología como “el estudio de la música, la cultura y la naturaleza en todas las complejidades de esos términos. La ecomusicología considera cuestiones musicales y sonoras, tanto textuales como performativas, relacionadas con la ecología y el entorno natural”.

## Origen
La ecomusicología como campo de estudio a menudo se remonta al compositor musical y ambientalista R. Murray Schafer, quien usó el término para explicar la naturaleza sonora de entornos físicos particulares o paisajes sonoros. La idea del sonido o la música como algo que crea o captura una atmósfera particular, fue profesada inicialmente por Murray R. Schafer a través de su desarrollo del concepto de ecología del paisaje sonoro a fines de la década de 1970. Schafer usó este término para abarcar el vasto entorno acústico que constituye todos los sonidos variados, audibles para el oído humano. Un paisaje sonoro puede implicar, por ejemplo, todos los sonidos audibles que se escuchan dentro de un área específica de tierra, como una cadena montañosa, un bosque o un campo.
A partir de la década de 1970, se ha incrementado el interés por el término ecomusicología, que se estableció como término a principios del siglo XXI en los círculos norteamericanos y escandinavos. Como campo, la ecomusicología se creó a partir de un área de interés común entre los campos de la ecocrítica y la musicología, expresada por una gama de académicos y artistas como compositores, ecólogos acústicos, etnomusicólogos, biomusicólogos y otros.
La ecomusicología abarca lo que hoy se considera el campo de la musicología histórica, la etnomusicología y campos interdisciplinarios relacionados, que si bien al mismo tiempo pueden permitir a los especialistas dentro de cada uno de estos campos interactuar con académicos en los otros campos en su enfoque, también proporciona a las personas con flexibilidad para abordar un estudio ecocrítico de la música a través de una variedad de disciplinas y campos.
En octubre de 2012, tuvo lugar la primera conferencia internacional de ecomusicología en Nueva Orleans.[cita requerida]

## Sostenibilidad /Ética ambiental

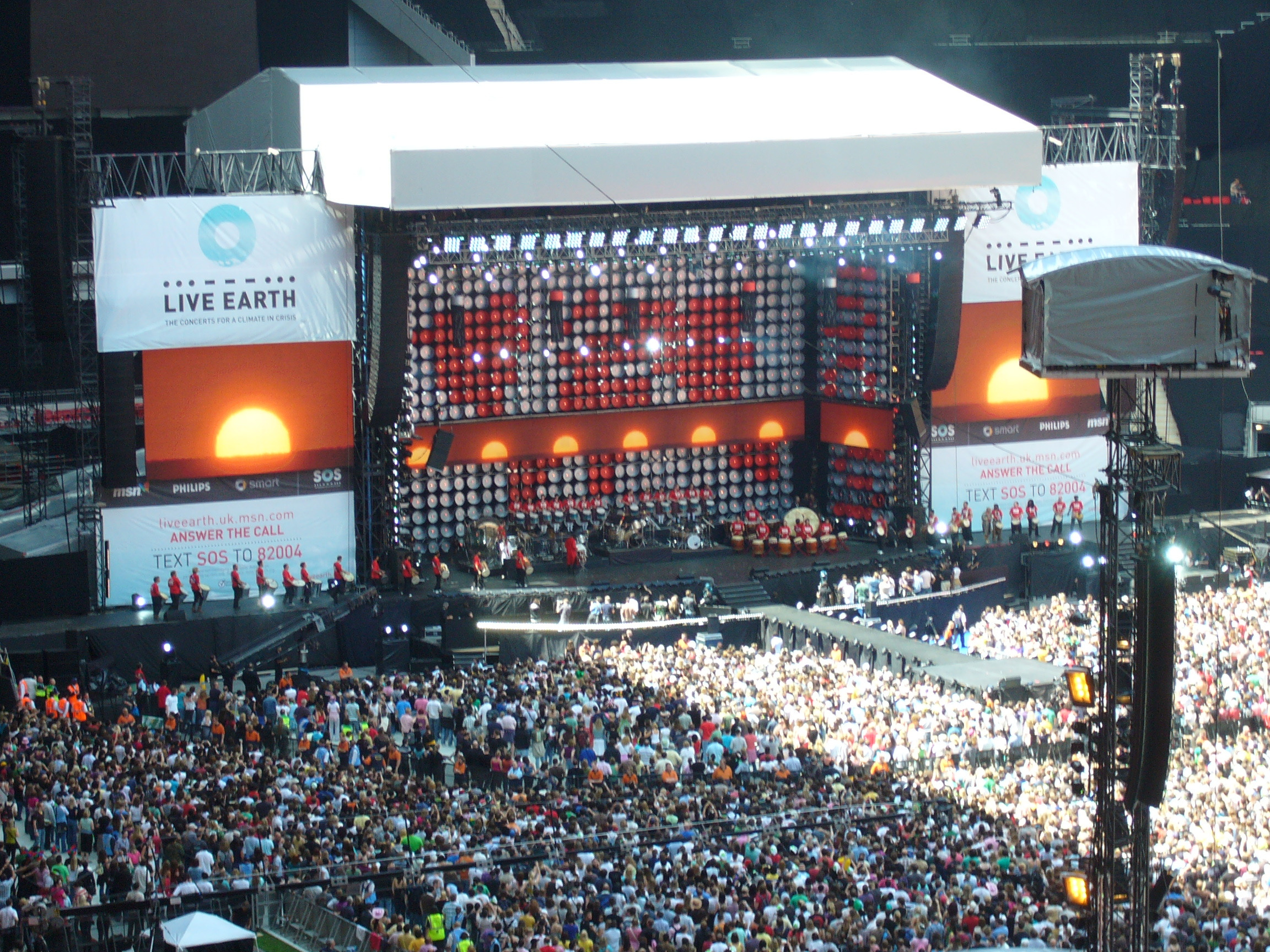
Concierto Live Earth en el estadio de Wembley, 2007

La ecomusicología considera aspectos de la sustentabilidad ambiental dentro de la producción e interpretación musical. Por ejemplo, la relación entre la demanda de un determinado instrumento musical, así como los costos e impactos de su producción, ha sido un área de interés para los ecomusicólogos que investigan la sustentabilidad del consumo y producción de música o instrumentos musicales. Esto incluye el impacto que tiene la demanda de instrumentos musicales, merchandising o experiencias en vivo como conciertos en el entorno natural. El periodista musical y antropólogo Mark Pedelty, ha escrito sobre la relación ecomusicológica entre las actividades musicales humanas y la salud del medio ambiente. Habiendo escrito sobre los impactos contaminantes que las giras musicales internacionales a menudo tienen en el medio ambiente, Pedelty explora las preocupaciones ecomusicológicas de la ética con respecto a la producción de emisiones de carbono creadas por los vehículos utilizados para mover miembros de la banda, instrumentos y/o cualquier escenario o equipo extenso.
Parte de la investigación de la ecomusicología sobre la ética ambiental, son las formas en que las discusiones sobre proyectos de sustentabilidad se posicionan dentro de la música y los medios populares. En 2010, la revista de música Rolling Stone compiló una lista de “Los 15 rockeros más ecológicos”, seleccionando artistas en función de varios criterios en cuanto a su apoyo o consideración por el medio ambiente dentro de su práctica musical. Esto incluyó evaluaciones de la cantidad de dinero donado a causas ambientalmente sostenibles, o el esfuerzo de un artista para actuar y actuar de manera neutra en carbono. Algunos de los artistas incluyeron a Green Day por su trabajo con el Consejo de Defensa de los Recursos Naturales, así como al grupo de Hip-Hop The Roots por albergar múltiples eventos musicales destinados a promover la conciencia social y ambiental.

## Activismo ambiental / Ecocrítica

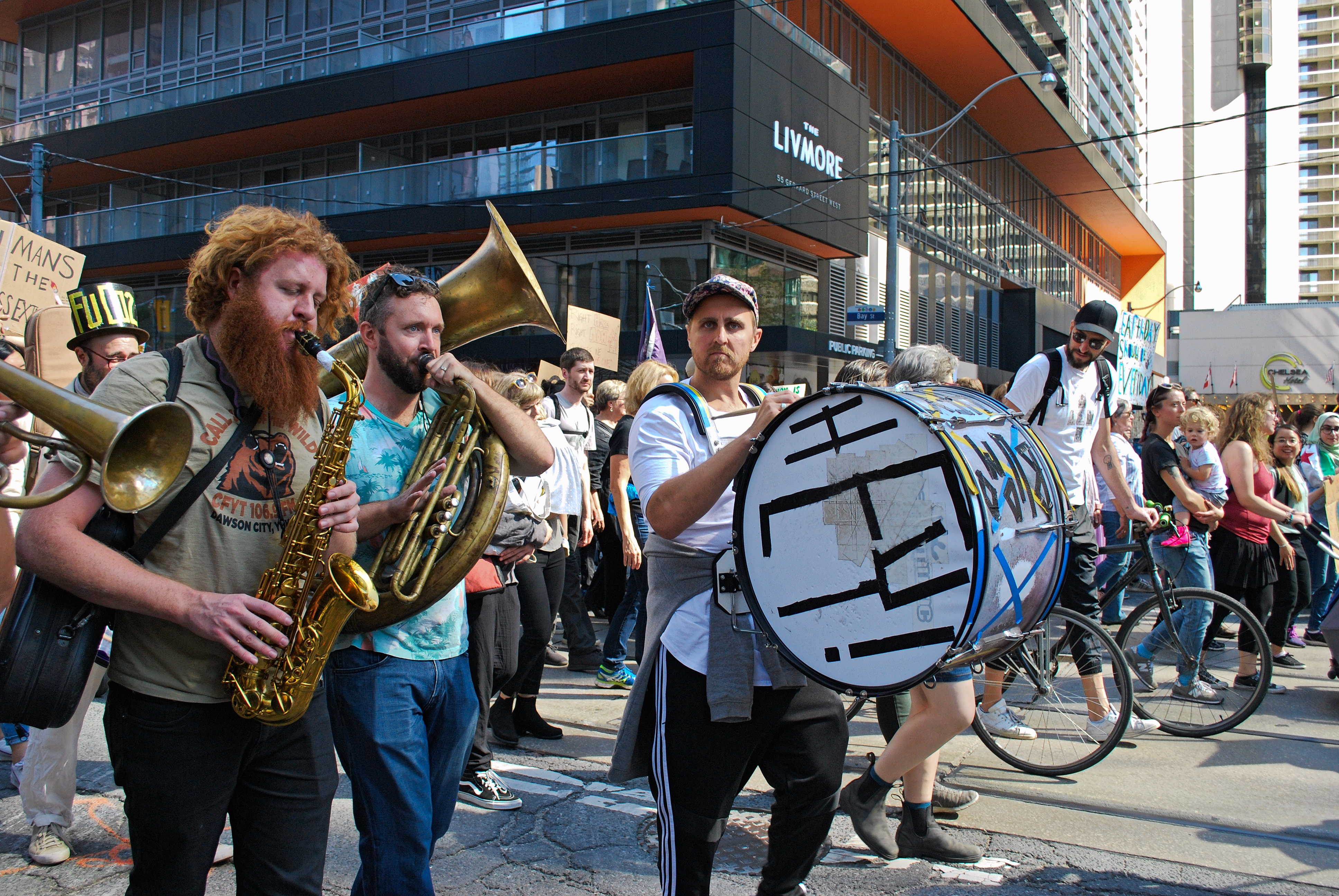
Banda de música en Climate Strike en Toronto el 27 de septiembre de 2019

Un área clave de enfoque para los estudios dentro de la ecomusicología son las formas en que el sonido y la música se utilizan para crear o expresar preocupaciones sobre el medio ambiente. Jeff Todd Titon ha descrito la ecomusicología, que se centra más en los aspectos conceptuales del ecocriticismo como "el estudio de la música, la cultura, el sonido y la naturaleza en un período de crisis ambiental". La realización de eventos de música en vivo destinados a promover la conciencia sobre la destrucción del medio ambiente y el cambio climático es un área en la que la ecomusicología continúa involucrada.
Numerosos eventos musicales, incluido Live Earth (concierto de 2007) y, más recientemente, Make It Rain (Australia, 2020) entre otros, han participado en la promoción de la concienciación sobre el cambio climático o en la recaudación de fondos para aliviar los efectos. del cambio climático en humanos y animales. La investigación de organizaciones ecológicas como Reverb también es relevante para la investigación ecomusicológica. Estas organizaciones a menudo tienen como objetivo trabajar con artistas para reducir o compensar la huella de carbono de su actuación y las emisiones de las giras, así como también involucrar al público en el activismo ambiental al reducir la producción de desechos en los eventos musicales.
La ecomusicología también considera las relaciones entre la música o el sonido y la promoción de ideas en torno al activismo ambiental. Los ecomusicólogos pueden, por ejemplo, examinar la base conceptual de canciones escritas específicamente sobre la degradación ambiental o considerar cómo y con qué efecto el uso de cánticos vocales cortos y repetitivos simples puede ayudar a expresar las preocupaciones ambientales centrales para los proyectos de activismo climático. La forma en que se ha utilizado la música para impulsar la acción social y política para proteger el medio ambiente es de notable relevancia para los enfoques de la ecomusicología en general.

### Representaciones del mundo natural
Ver también Ecopoesía
La ecomusicología investiga la creación de música que intenta reflejar o capturar sentimientos o experiencias provocadas por el entorno natural. Las experiencias de la naturaleza que a menudo se expresan a través de la poesía o el arte, se analizan con frecuencia dentro de la ecomusicología para identificar los impactos cognitivos y emocionales que los sonidos específicos pueden tener en los humanos.

## Ecología

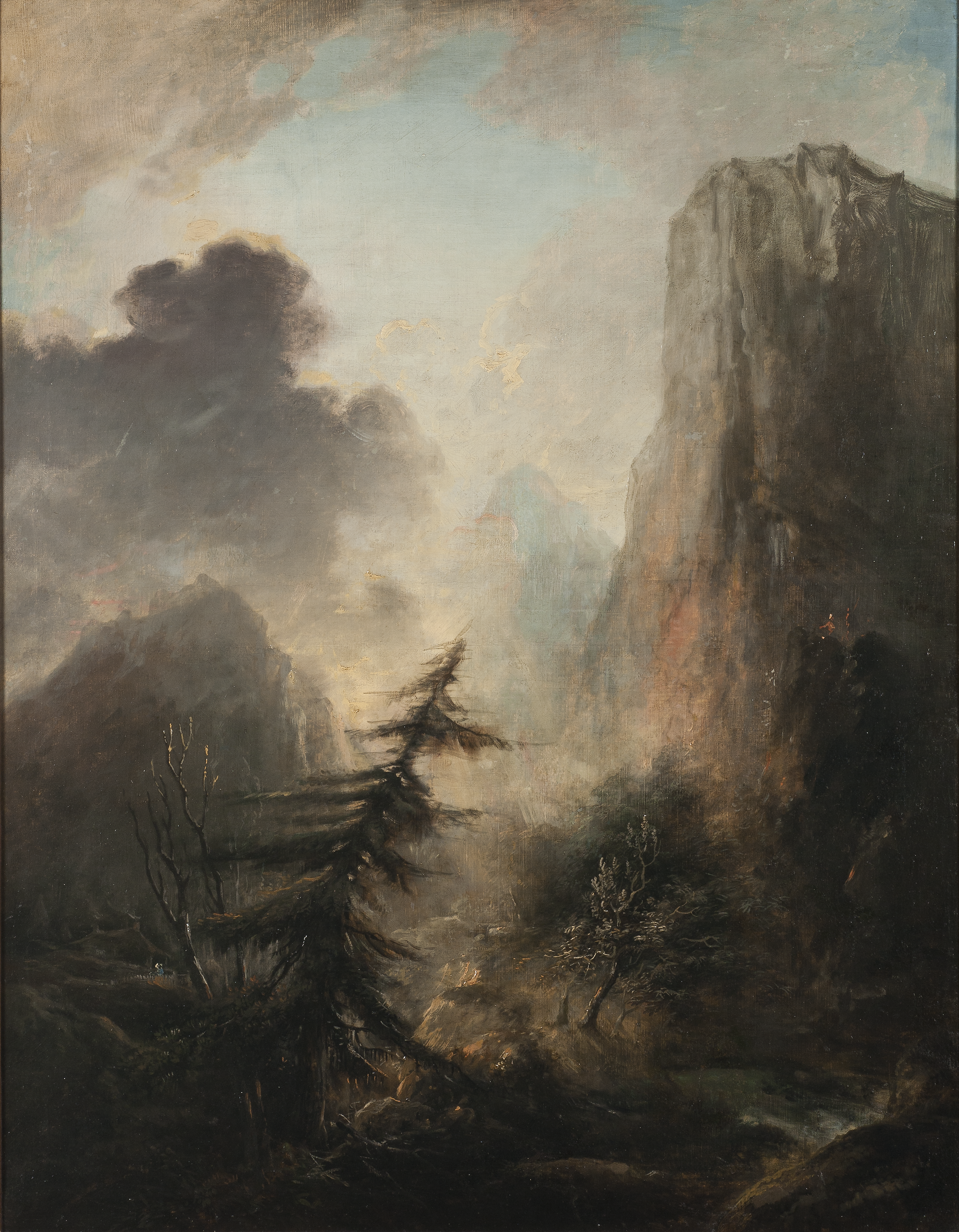
Paisaje romántico con abeto (Elias Martin) - Museo Nacional - 21679

La ecomusicología a menudo está estrechamente relacionada con el estudio de la ecología, ayudando en el análisis de los patrones de comportamiento de los animales y los ecosistemas a través de la investigación de datos sólidos. Los estudios ecológicos de Bird y las características de su canto, han revelado formas en las que los sonidos y los espacios de su entorno natural han moldeado ciertos comportamientos. Aquí, la ecomusicología aplica conceptos relacionados con el sonido y la teoría de la música con investigaciones sobre el comportamiento de los animales para revelar información sobre cómo los animales manipulan el sonido en relación con su entorno.
Al medir cualidades musicológicas como el volumen, el tono y la frecuencia dentro del canto de un pájaro en particular, los ecologistas han descubierto que ciertas aves cantarán más fuerte en entornos construidos más ruidosos en comparación con las aves de la misma especie que se encuentran en entornos rurales. De manera similar, algunas aves pueden entonar su canto de manera diferente para ser escuchadas a mayores distancias o con una vegetación más densa y, por lo tanto, en entornos con mayor absorción de sonido. Otros estudios ecológicos en animales no humanos incluyen la investigación sobre la vocalización de las ballenas, así como la acústica de los murciélagos (ecolocalización (animal)) y la comunicación de los insectos, también conocida como Biofónica.

## Métodos de investigación
La ecomusicología utiliza métodos de recopilación de datos tanto cualitativos como cuantitativos; sin embargo, el tipo de datos y los métodos de recopilación de datos varían según el tema de estudio. La investigación ecomusicológica dirigida a comprender los aspectos del compromiso social con el ecocriticismo podría, por ejemplo, involucrar principalmente el uso de datos cualitativos recopilados a través de entrevistas e investigación de campo de eventos sociales particulares. Por el contrario, la investigación sobre los comportamientos comunicativos de ciertas especies animales probablemente se lleve a cabo mediante una comparación de datos cuantitativos recopilados a través de grabaciones de audio de un entorno específico.

### Centrado en el medio ambiente
La investigación ecomusicológica de campo de los comportamientos animales dentro de un entorno particular a menudo incluye métodos de grabación/escucha pasiva. Esto generalmente se realiza con el uso de micrófonos multidireccionales que a menudo se ocultan y se dejan dentro del hábitat de una especie para registrar la variedad de sonidos creados en su entorno. Los hidrófonos (micrófonos que se pueden sumergir bajo el agua) también se pueden utilizar para recopilar datos de sonido de entornos marinos. Al reproducir grabaciones pasivas (datos recopilados sin estar presentes en la fuente), los ecologistas pueden estudiar la cantidad, frecuencia y variación de un sonido en particular dentro de ese entorno para revelar información sobre la población o el comportamiento de una especie animal en particular.

### Antropocéntrica
Los estudios centrados en humanos en ecomusicología a menudo se realizan utilizando métodos de investigación de campo similares a los de la antropología o la sociología. Esto incluye la realización de entrevistas, la recopilación de diversos datos numéricos, encuestas y observación in situ. Hay tres formas principales en las que el estudio de los no humanos mejora el estudio de la música humana: el contexto del sonido de lo no humano, la agencia o comportamiento de lo no humano y la interacción entre lo humano y lo no humano. Como ejemplo de contextualización del sonido de un no humano, el estudio de la llamada del pavo real alteró la interpretación del folclore del noreste de Brasil; las obras sobre el pavo real fueron interpretadas como canciones de amor hasta que una mejor comprensión de esta llamada particular dilucidaron que se trataba de una resistencia a la dictadura militar en Brasil. La agencia de estudios incluye la relación que los humanos tienen con el comportamiento animal; los patrones migratorios de la paloma Picazuro predijeron grandes sequías, demostrando la interconexión de las comunidades rurales y urbanas a través de la naturaleza. Finalmente, el estudio de la interacción humana y no humana se centra en la forma en que los humanos interpretan los sonidos de los no humanos. Luis Gonzaga, un popular cantante brasileño, popularizó una canción popular sobre el halcón risueño, que muchos usaban para entender el canto de los pájaros como un indicador de una gran sequía. Estos variados métodos de recopilación de datos se utilizan para hacer un análisis cualitativo de las formas en que el sonido y la música pueden influir en los comportamientos, así como en los sistemas de valor y significado dentro de un contexto social particular.

## Teoría / Instrumentación Musical

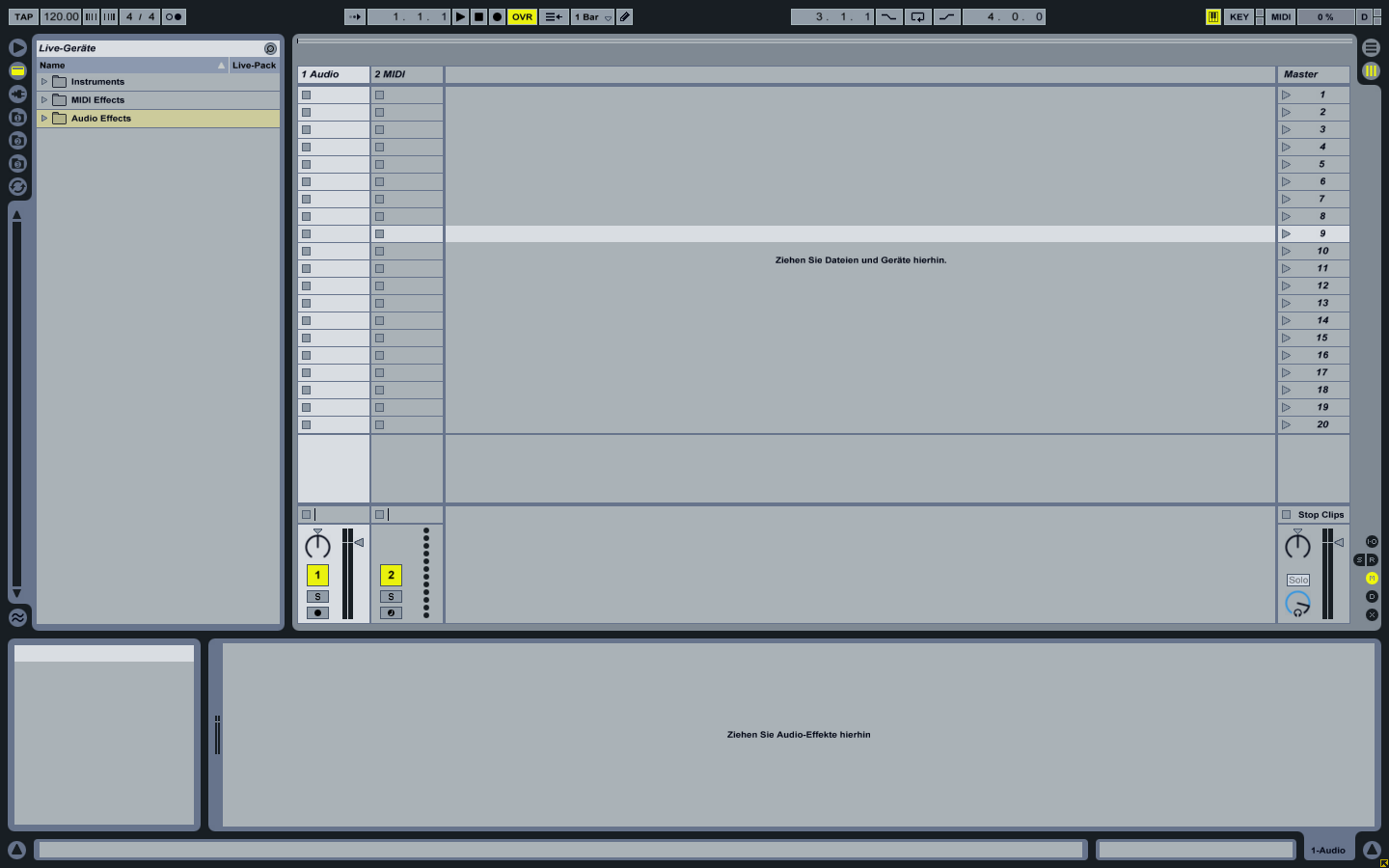
Una pantalla del software de producción musical Ableton Live

La ecomusicología considera las formas en que se utilizan los instrumentos musicales y otras formas de manipulación del sonido para recrear o representar características de entornos o paisajes sonoros específicos. La música producida dentro del espectro conceptual de la ecomusicología a menudo intenta replicar los sonidos que se encuentran en el entorno natural. Esto puede incluir el uso de instrumentos orquestales o sonidos vocales para imitar los sonidos producidos en el entorno natural, como el gorjeo melódico del canto de un pájaro o el rítmico chorro de un arroyo. Los efectos de sonido también se utilizan de diversas formas para recrear texturas de sonido producidas en entornos particulares. Un ejemplo podría ser la aplicación de efectos de eco o reverberación a un instrumento para reproducir el eco distante del sonido cuando rebota en superficies duras a través de un cañón o valle. 
El trabajo de la compositora y artista de sonido Maggi Payne a menudo presenta la creación y combinación de diferentes sonidos para transmitir procesos naturales o reflejar elementos del entorno natural. En su trabajo sonoro 'Distant Thunder', Payne usa una combinación de diferentes fuentes de sonido que incluyen “agua hirviendo, un horno de piso resonante y cinta adhesiva desenrollable”  para recrear el paisaje sonoro distintivo de la tormenta del desierto.
Una característica común de las composiciones musicales relacionadas con la ecomusicología es el uso de grabaciones de campo que capturan el sonido ambiental producido dentro de un entorno específico. Las grabaciones de campo pueden originarse desde entornos urbanos hasta entornos rurales o naturales, o en cualquier otro lugar donde se pueda usar un dispositivo de grabación de audio para grabar los sonidos producidos dentro de una ubicación particular. La creación y el uso de grabaciones de campo forman parte del análisis de ecomusicología de los paisajes sonoros y las formas en que se pueden experimentar diferentes entornos a través de sus características auditivas distintivas.
También de interés para los estudios dentro de la ecomusicología, son las formas en que se procesa y manipula el sonido a través de software tecnológico para componer nuevos paisajes sonoros o entornos sonoros. Los métodos de composición musical que involucran software de producción musical han permitido imaginar la relación de la música con la naturaleza de nuevas formas, muchas de las cuales son útiles y relevantes para el análisis ecomusicológico.

## Educación
Desde su mayor presencia en el discurso académico en el siglo XXI, se han ideado varios métodos de enseñanza para integrar el estudio de la ecomusicología en los entornos de aprendizaje escolar. Daniel J. Shevock, académico de musicología que ha escrito extensamente sobre teoría ecomusicológica, ha diseñado y enseñado una variedad de lecciones sobre ideas y prácticas de ecomusicología que se pueden aplicar a entornos de aprendizaje de primaria y secundaria.
Shevock ha esbozado una serie de posibles actividades de aprendizaje basadas en la práctica que se centran en informar a los estudiantes sobre las preocupaciones ambientales fundamentales para el estudio de la ecomusicología. Esto incluye tareas que implican la creación de canciones o poemas inspirados en el entorno natural u otras preocupaciones sociales sobre la sostenibilidad y la salud de las ecologías. Shevock también ha diseñado una serie de tareas teóricas que incluyen escuchar y discutir los elementos conceptuales y estructurales de la música centrada en la naturaleza.
Como campo de estudio que abarca más de un área de interés, tanto Allen como Shevock han discutido las ventajas potenciales que los estudios de ecomusicología podrían tener para ampliar la comprensión de otras áreas temáticas enseñadas en las escuelas. Por ejemplo, la enseñanza de algunos de los métodos de investigación de ecomusicología y los hallazgos dentro del estudio de las ecologías, puede ser útil para ampliar la comprensión de los estudiantes de algunas ideas enseñadas dentro de la asignatura de Biología.

### Otras lecturas
- Devine, Kyle (2019). Decomposed: The Political Ecology of Music. MIT Press.  ISBN 9780262537780